# Imbaú
Imbaú är en kommun i Brasilien.   Den ligger i delstaten Paraná, i den södra delen av landet, 1 000 km söder om huvudstaden Brasília. Antalet invånare är 11 276.
I omgivningarna runt Imbaú växer i huvudsak städsegrön lövskog. Runt Imbaú är det glesbefolkat, med 13 invånare per kvadratkilometer.